# Веселе (Конотопський район)
Весе́ле — село в Україні, у Путивльській міській громаді Конотопського району Сумської області. Населення становить 543 осіб. Колишній орган місцевого самоврядування — Веселівська сільська рада.

## Географія
Село Веселе знаходиться на березі річки Рудка в місці впадання її в річку Клевень, вище за течією на відстані 2 км розташоване село Рев'якине, нижче за течією річки Клевень на відстані 2,5 км розташоване село Шулешівка, на протилежному березі річки Клевень — село Будища. Навколо села багато іригаційних каналів.

## Історія
За даними на 1862 рік у власницькому селі Путивльського повіту Курської губернії мешкала 624 особи (314 чоловіків та 310 жінок), налічувалось 66 дворових господарств.
Станом на 1880 рік у колишньому власницькому селі Рев'якінської волості мешкало 757 осіб, налічувалось 99 дворових господарств.
12 червня 2020 року, відповідно до розпорядження Кабінету Міністрів України № 723-р «Про визначення адміністративних центрів та затвердження територій територіальних громад Сумської області», село увійшло до складу Путивльської міської громади.
19 липня 2020 року, в результаті адміністративно-територіальної реформи та ліквідації Путивльського району, увійшло до складу новоутвореного Конотопського району.

## Населення

### Мова
Розподіл населення за рідною мовою за даними перепису 2001 року:
| Мова            | Кількість | Відсоток |
| --------------- | --------- | -------- |
| російська       | 483       | 88.95%   |
| українська      | 57        | 10.50%   |
| білоруська      | 1         | 0.18%    |
| інші/не вказали | 2         | 0.37%    |
| Усього          | 543       | 100%     |

## Видатні особи
Ващенко Сергій Михайлович — український військовик, учасник російсько-української війни.